# Општина Броштени (Мехединци)
Броштени (рум. Broşteni) општина је у Румунији у округу Мехединци.
Oпштина се налази на надморској висини од 196 m.